# Eumonocentrus viridis
Eumonocentrus viridis är en insektsart som beskrevs av Boulard 1977. Eumonocentrus viridis ingår i släktet Eumonocentrus och familjen hornstritar. Inga underarter finns listade i Catalogue of Life.